# Los Gatos, California
Los Gatos là một thị trấn trong quận Santa Clara, tiểu bang California, Hoa Kỳ. Los Gatos có diện tích 28,903 km², trong đó có 11,080 km² là diện tích đất và 0,206 km² là diện tích mặt nước. Dân số là 29.413 người theo cuộc điều tra dân số Hoa Kỳ năm 2010. Nó nằm ở vùng vịnh San Francisco ở góc phía tây nam của San Jose ở chân đồi của dãy núi Santa Cruz. Các khu nhà ở đây chủ yếu là cao cấp, khác nhau có giá từ 1 triệu USD ở các khu nhà ở khu vực trung tâm thành phố cho đến các ngôi nhà có giá 10-20 triệu USD tọa lạc trên các ngọn đồi xung quanh. Thị trấn này nổi bật với trung tâm thành phố nhỏ của mình cho người đi bộ thân thiện, với nhiều cửa hàng cửa hàng, nhà hàng cao cấp, và nghệ thuật cộng đồng thịnh vượng. Nó cũng là một điểm đến ưu tiên cho việc mua sắm đồ cổ.